# 建新镇 (福州市)
建新镇是中国福建省福州市仓山区下辖的一个镇，东起白鹭岭福湾路与盖山镇交界，西临乌龙江，南至湾边过江的冠洲村与闽侯县南屿镇为邻，北止淮安社区与闽侯县上街镇隔江相望，鎮政府駐洪塘街館后42號。

## 行政区划
建新镇共辖18个社区、22个行政村：
淮安社区、洪塘社区、农大社区、马榕社区、金亭社区、江滨社区、金洪社区、状元社区、嘉禾社区、梅洲社区、观江社区、金霞社区、福湾社区、浦江社区、金港社区、淮兴社区、浦溪社区、洪湾社区、洪光村、劳光村、阵坂村、楼下村、麦浦村、高宅村、冯宅村、红江村、玉兰村、东岭村、凤高村、江边村、透浦村、冠洲村、湾边村、中截村、长埕村、横龙村、建平村、霞镜村、半道村和港头村。